# Liga Feminista Rita Cetina Gutiérrez
Liga Feminista Rita Cetina Gutiérrez (LRCG, Rita Cetina Gutiérrez Feminist League) var en mexikansk kvinnoorganisation, verksam 1919-1924. 
Föreningen grundades i Mérida i Yucatan 1919 av läraren Elvia Carrillo Puerto, syster till delstatens radikala guvernör. Yucatan hade länge varit ett centrum för feminism i Mexiko: den första feministiska kvinnokongressen hade hållits där 1916, och föreningen fick namnet efter Rita Cetina Gutiérrez, som grundade landets första kvinnoförening där 1870. 
Syftet var att engagera kvinnor i politiken och stödja politiska kandidater. Den organiserade även kurser för kvinnliga analfabeter. Den verkade för lokal kvinnlig rösträtt i Yucatan, som också infördes 1922, och tre kvinnor valdes till lokala poster; den verkade mot den katolska kyrkan och annan "vidskepelse" som ansågs hålla kvinnor tillbaka, och för rätten till preventivmedel, då ständiga barnfödslar som ansågs hålla kvinnor i fattigdom, och kunde i samarbete med den radikala delstatsregeringen utge Margaret Sangers skrifter om födelsekontroll. 
LRCG var intensivt verksam, hade många medlemmar och nådde framgång lokalt på grund av sitt samarbete med den radikala socialistiska delstatsregeringen, och gjorde Yucatan till ett centrum för kvinnorörelsen i Mexico. När den socialistiska delstatsregeringen avsattes och guvernören mördades 1924 tvingades dock föreningens ordförande Elvia Carrillo Puerto fly utklädd till man och föreningen upplöstes.